# Russellfjord
De Russellfjord is een fjord in de Amerikaanse staat Alaska. De fjord mondt in noordelijke richting uit in de Disenchantment Bay, het eindpunt van de Hubbard-gletsjer, aan het begin van de Yakutatbaai. De fjord werd in 1906 ontdekt door Marcus Baker, een medewerker van de US Geological Survey. De fjord is vernoemd naar de ontdekkingsreiziger Israel Russell, die deze delta in 1891 ontdekte tijdens het verkennen van de omgeving van Yakutat.
De opening naar Disenchantment Bay is enkele malen geblokkeerd door de gletsjer, bij welke gelegenheid de Russellfjord in een meer veranderde als gevolg van het smeltwater dat van de gletsjer afkomstig was. De monding is gesloten geweest van mei tot oktober 1986 en kort in 2002 opnieuw.

## Russell Fjord Wilderness
De Russell Fjord Wilderness is een natuureservaat van 1411 km² in het Tongass National Forest rond het fjord.